# Mariano Donda
Mariano Martín Donda (Buenos Aires, 24 marzo 1982) è un ex calciatore argentino, di ruolo centrocampista.

## Carriera
Dopo la trafila nelle giovanili del Lanús e una lunga gavetta nelle serie minori, nella stagione 2006-2007 fa il suo esordio nella Primera División argentina, giocando nel Nueva Chicago con cui colleziona 35 presenze 3 gol.
Nel corso del mercato estivo 2007, su indicazione del dirigente Giorgio Perinetti viene acquistato a titolo definitivo dal Bari. Nella stagione 2008-2009 contribuisce alla conquista della promozione in serie A dei biancorossi guidati da Antonio Conte siglando anche due reti fondamentali.
Dopo essere rimasto fuori dal campo per l'intera stagione 2009-2010 a causa di un infortunio, risolve consensualmente il proprio contratto con il Bari e torna a giocare in Argentina con la neopromossa Godoy Cruz per un anno.
Il 12 agosto 2011 si lega per cinque anni al club arabo dell'Al-Wasl, allenato dal connazionale Diego Armando Maradona, dove chiuderà la carriera da giocatore.

## Calcioscommesse
Il 6 giugno 2013, il calciatore viene deferito per omessa denuncia nell'ambito dell'inchiesta sul calcioscommesse relativo al filone Bari-bis.
Il 16 luglio, Donda viene condannato dalla Commissione Disciplinare Nazionale della FIGC a 6 mesi di squalifica, confermati, successivamente, anche in appello.

## Palmarès
- Campionato italiano di Serie B: 1

Bari: 2008-2009